# Fremantle Peak
Fremantle Peak är en bergstopp i den centrala delen av Heard Island i Heard- och McDonaldöarna (Australien).  Toppen på Fremantle Peak är 2 375 meter över havet.
Polarklimat råder i trakten. Årsmedeltemperaturen i trakten är −6 °C. Den varmaste månaden är februari, då medeltemperaturen är −1 °C, och den kallaste är juni, med −12 °C.